# Kohei Sato
Kohei Sato (佐藤 耕平, Satō Kōhei)  (né le 21 septembre 1977 à Tokyo, Japon, est un catcheur (lutteur professionnel) japonais.

## Carrière

### Second retour à la Pro Wrestling ZERO1 (2009-...)
Le 27 octobre, il perd contre Takeshi Morishima et ne remporte pas le GHC Heavyweight Championship.
Le 6 juillet, il perd le titre contre Masakatsu Funaki lors d'un show de la Wrestle-1. Le 9 septembre, il bat Masakatsu Funaki et remporte le ZERO1 World Heavyweight Championship pour la quatrième fois.
Le 14 septembre 2017, lui et Hideki Suzuki battent Shogun Okamoto et Yutaka Yoshie et remportent les vacants NWA Intercontinental Tag Team Championship.
En novembre, il participe au Global League 2018 de la Pro Wrestling NOAH, où il termine le tournoi avec quatre victoires et trois défaites. Après que Naomichi Marufuji ait été contraint de se retirer du tournoi en raison d'une blessure à l'épaule, il affronte Kenoh et Katsuhiko Nakajima dans un Three Way Match pour déterminer le remplacement de Marufuji qui a été remporté par Nakajima.
Le 1er mars 2020, il bat Yuji Hino et remporte le ZERO1 World Heavyweight Championship pour la cinquième fois.

### Big Japan Pro-Wrestling (2013-...)
Plus tard dans l' année, il forme avec Shuji Ishikawa l'équipe Twin Towers et le 31 mai 2014, ils battent Yankee Two Kenju (Isami Kodaka et Yuko Miyamoto) pour remporter les BJW Tag Team Championship. Le 21 mars 2015, ils conservent les titres contre Yuji Hino et Yuji Okabayashi.
Le 11 février 2020, ils conservent les titres contre Yankee Two Kenju (Isami Kodaka et Yuko Miyamoto (ja)).

## Caractéristiques au catch
- Prise de finition
  - Cross Armbreaker (Rolling cross armbar)

- Prises favorites
  - Gutwrench suplex

## Palmarès
- All Japan Pro Wrestling
  - 1 fois All Asia Tag Team Championship avec Hirotaka Yokoi
  - 1 fois AJPW World Tag Team Championship avec Shuji Ishikawa

- Big Japan Pro Wrestling
  - 1 fois BJW World Strong Heavyweight Championship
  - 3 fois BJW Tag Team Championship avec Shuji Ishikawa (2) et Daisuke Sekimoto (1)
  - 1 fois Yokohama Shopping Street 6-Man Tag Team Championship avec Daisuke Sekimoto et Hideyoshi Kamitani

- Tenryu Project (ja)
  - 1 fois Tenryu Project Six Man Tag Team Championship avec Kenichiro Arai et Masayuki Kōno (actuel)[12]

- Pro Wrestling Zero1
  - 7 fois NWA Intercontinental Tag Team Championship avec Ryoji Sai (2), Yoshihiro Takayama (1), Kamikaze (2), Daisuke Sekimoto (1), et Hideki Suzuki (1)
  - 1 fois NWA United National Heavyweight Championship
  - 5 fois World Heavyweight Championship
  - 1 fois ZERO1-MAX United States Openweight Championship
  - Fire Festival (2004, 2015)
  - Furinkazan (2010) avec KAMIKAZE
  - Passion Cup Tag Tournament (2008) avec Ryoji Sai

- World Entertainment Wrestling
  - 1 fois WEW Tag Team Championship avec KAMIKAZE